# پل مونن
پل مونن (اسپانیایی: Pol Monen‎؛ زادهٔ ۱۹۹۴) بازیگر اهل اسپانیا است.
از فیلم‌ها یا برنامه‌های تلویزیونی که وی در آن نقش داشته‌است، می‌توان به بهیار، خود، چه کسی را با خود به یک جزیره متروک می‌برید؟ و عشق ورزیدن اشاره کرد.
وی نامزد دریافت جایزه گویا ۲۰۱۸ برای بهترین بازیگر مرد در فیلم عشق ورزیدن بود.